# 中日立蛤
中日立蛤（学名：Meropesta sinojaponica），是帘蛤目马珂蛤科立蛤屬的一种。主要分布于中国大陆，常栖息在潮间带。